# Plagiomnium ellipticum
Plagiomnium ellipticum là một loài Rêu trong họ Mniaceae. Loài này được (Brid.) T.J. Kop. mô tả khoa học đầu tiên năm 1971.

## Hình ảnh

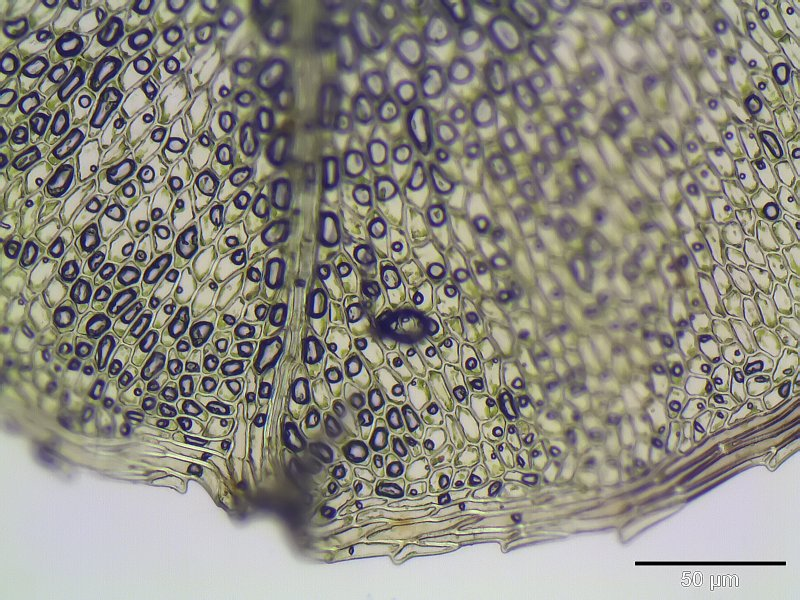
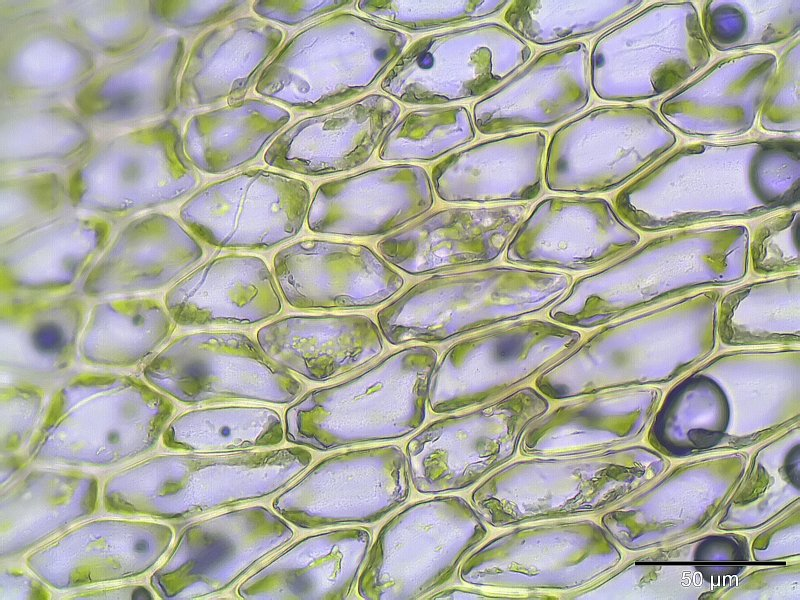
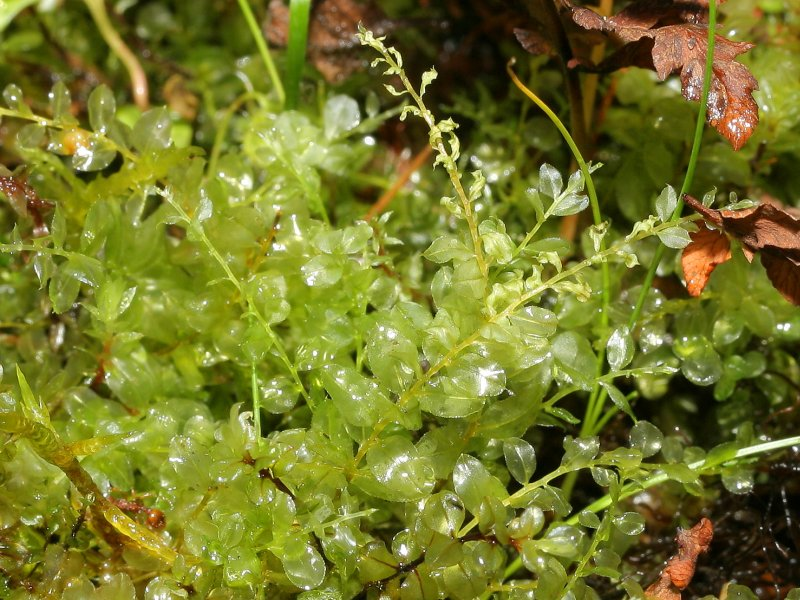